# Arnold Krumm-Heller
Henrich Arnold Krumm-Heller foi um médico, ocultista e rosa-cruz de origem alemã, mas que viveu muitos anos no México. Ele fundou a Fraternitas Rosicruciana Antiqua (FRA), uma tradicional Ordem hermética que atua nos países de fala hispânica e no Brasil.
Krumm-Heller nasceu em 15 de abril de 1876 e morreu em Marburg, Alemanha, em 1949. Ele veio para a América do Sul ainda jovem, e foi médico do exército mexicano durante muitos anos. Logo iniciou a estudar ocultismo e tornou-se maçom e rosa-cruz. Filiou-se a Ordo Templi Orientis (O.T.O.). Foi contemporâneo também de Theodor Reuss (fundador da O.T.O.) e Spencer Lewis (Imperator da AMORC). Quando esteve no Peru assumiu o nome de Mestre Huiracocha, como passou a ser conhecido nos meios esotéricos.

## Biografia
Heinrich Arnold Krumm-Heller nasceu em 15 de abril de 1879, em Salchendorf, no distrito de Siegen, na Alemanha. Era o caçula dos nove filhos de uma família que migrara para o México em 1823. Ferdinand, seu pai, era inspetor chefe de minas e sua mãe, Ernestine, era filha de um padre.
Aos 18 anos, com autorização militar, ele partiu para o Chile, Peru e México onde trabalharia como operário nas estradas de ferro, ao mesmo tempo em que atuava como cientista e curandeiro, instruído por nativos locais. Criou sanatórios nas regiões de Constitución e de Santiago, onde exercitava-se como terapeuta. Empregou métodos alternativos, inovadores e surpreendentes para cura de seus pacientes, inclusive os considerados em fase terminal. Por esta época empreendeu suas expedições à Amazônia. Destas viagens resultou a descoberta de múmias expostas ainda hoje em vários museus da Alemanha.
No México, ele começou a estudar metodicamente ocultismo e gnosticismo, familiarizar-se com as obras de Helena Blavatsky, Louis Claude de Saint-Martin, Gerard Encausse e Eliphas Levi. Seu interesse pelas ciências ocultas teve início a partir de 1895, data em que morre sua mãe. Ele começou a estreitar contatos com teosofia. Em 7 de fevereiro de 1897, aos 21 anos, ele se casa com Rita Aguire Valéry, sua primeira esposa.
Em 1906 ele se inscreve nos cursos ministrados por Gérard Encausse "Papus", em Paris, por esta época e, nesta cidade, ele era ingresso da ordem de Memphis-Misraim de Theodor Reuss. A seguir e sob a orientação e proteção de Jean Bricaud,  dos martinistas Dr. Henri Girgois (de Buenos Aires),  Papus, e do americano Peter Davidson , Krumm-Heller começa a estabelecer vários templos na América do Sul, sob a jurisdição de Papus. São notórios seus laços de amizade com Reuss, com Franz Hartmann e com o maçom mexicano Don Jesús Medina.
Entre 1907 e 1909, ele estudou medicina em Paris e voltou para o México em 1910. e retomou os estudos em uma escola de medicina do exército mexicano.
Nas páginas 13 a 18 de seu "Livro de Ouro", Krumm-Heller relata que:
- Em 31 de março de 1897, ele tornara-se membro da Sociedade Teosófica, em Paris, sob a direção de H. S. Olcott;
- Em setembro de 1902, ele foi aceito como membro honorário dos "Iniciados do Tibet", em Washington;
- Em 24 de dezembro de 1907, ele tornou-se membro de 1ª classe dos "Hindúes Orientales del Tíbet", em Paris;
- Ingressou como martinista na Loja de "Hermanubis", diploma 192, de data desconhecida;
- Em 15 de março de 1908 recebeu da Memphis-Misraim, por Theodor Reuss e Heinrich Klein, o título de "Grande Representante Geral", o equivalente a X° grau para o México;
- Em 11 de abril de 1908 a sua amplitude de sua atuação foi aumentada para os países de Chile, Peru e Bolívia, por Charles Detre.

Antes de falecer, filiou a FRA na Fraternitas Rosae Crucis (FRC), distanciando-se da O.T.O. e de Spencer Lewis, sobre quem tinha a opinião que estava mais preocupado em ganhar dinheiro que desenvolver um trabalho de caridade na AMORC.

## Obras
1. – Meu sistema – Chile, 1896 - Aparentemente uma recopilação de escritos da revista espiritista Reflexo Astral;
2. – Não fornicarás - México, cerca de 1908 - Explicação sintetizada da magia tântrica, ensinamentos recebidos de Papus e da O.T.O.;
3. – Humboldt – México, 1910;
4. – O Zodíaco Azteca comparado ao dos Incas (Folhetim) – México, 1910;
5. – Os Tatwas e sua aplicação na vida prática – México, 1911 – Mais tarde foi corrigido e republicado na Espanha (Ver Nro. 14);
6. – A Lei do Karma (Obra de Teatro) – México, 1912;
7. – Conferências esotéricas. Forças Psíquicas. Forças Cósmicas. A evolução do planeta e das raças humanas. Cura das enfermidades. Prolongação da vida por meio de exercícios respiratórios – México, 1913 - Recopilação de conferências ditadas no México em 1908 e 1909;
8. – Fur freiheit und rect (pela liberdade e a Justiça) – Berlín, 1916 - Vivencias na Guerra Civil Mexicana;
9. – Alfredo (Alfredo) – Alemanha, 1917 - Novela de costumes mexicanos;
10. – Hertha, das strasenmadchen (Hertha, a menina de rua) – Alemanha, 1917 - Novela de costumes mexicanos;
11. – Der Rosenkreuzer aus México (A Rosacruz do México) – Berlín, 1918 - Posteriormente ampliada (com dois capítulos a mais) e republicada na Espanha (Ver Nro. 13);
12. – México, mein Vaterland (México, minha Pátria) – Alemanha, 1918 - Estudo sobre a Constituição alemã;
13. – Rosa-Cruz, Novela de Ocultismo Iniciático – Barcelona, 1926;
14. – O Tatwametro ou  as vibrações do Éter – Barcelona, 1926;
15. – Tratado de Quirologia médica – Barcelona, 1927;
16. – O segredo da sorte – Barcelona, 1928 - Um manual de cálculos astrológicos e biorrítmicos para a sorte;
17. – Logos, Mantram, Magia – 1930;
18. – Biorrítmo – 1930;
19. – Rosa Esotérica – 1930;
20. – A Igreja Gnóstica – 1931;
21. – Plantas sagradas – 1934;
22. – Do incenso à Osmoterapia. Historia e aportes para um novo sistema curativo por meio das esencias odoríferas – 1934 - Texto da página.[2]